# 龍村学
龍村 学（たつむら まなぶ、1981年1月12日-）は、アメリカンフットボール選手。神奈川大学卒業。ポジションはクォーターバック。178cm、82kg。

## 経歴
神奈川大学に進学、神奈川大学アトムズ所属、2003年法学部卒業。卒業後一年間の練習生生活を経て2004年、社会人オービックシーガルズに入団した。
2005年からスターターとして活躍、2005年パールボウル優勝に導く活躍でMVP、秋季には、史上初となるリーグ優勝・社会人王者・ライスボウルと合わせた四冠を達成、2005年は春秋全勝のパーフェクトシーズンとなり、彗星のごとく現れた「シンデレラボーイ」、また剛腕から鋭い矢のようなパスを繰り出すことから「剛球王」と呼ばれた。2011年にはチームの柱に成長、「オービックの新看板ＱＢ」と注目された。2015シーズンをもって引退後、中央大学アメフト部QBコーチとなっている